# Барлук
Барлу́к — село в Куйтунском районе Иркутской области России. Административный центр Барлукского муниципального образования.

## География
Находится на левом берегу реки Оки, в 35 км к северо-востоку от районного центра, пгт Куйтун.

## История
Основано в 1677 году.
Во второй половине XIIV века несколько служивых людей отправились от Братского острога вверх по реке для установления связи с бурятами, а также для разведывания о возможности пашенного дела в их местах. Так в 1677 году была образована Барлуцкая застава. Барлук с бурятского означает правый ключ. Первые крестьяне, приехавшие для освоения пашенных земель, увидели всего лишь несколько юрт и три избы.
В 17233 году Барлук преобразовался в Барлукскую волость, а в 1748 году в Барлук по указу переселилось 39 хозяйств, и еще 4 хозяйства самовольно. В это же время появилась Московская столбовая дорога, ставшая для многих источником заработка- крестьяне нанялись в ямщики. В селе так же было развито земледелие, чуть позже - животноводство. В архивных данных сохранились записи 1760 года: «Крестьяне содержат больше скота: быков, коров, овец, баранов, свиней и кобыл с конями». Дома (избы) в селе строили из дерева, в основном из сосны и лиственницы, но также встречались из липы.
В 1775 году Барлукская волость вошла в Иркутский уезд после создания Киринского уезда. В селе имелась церковь. 
В 1898 году свои двери открыла первая школа. В Барлуке было много ссыльных со всех губерний России, а так же поляки.
В начале XX века жители так же продолжали заниматься земледелием, ремеслом, охотой, рыбной ловлей, однако, произошло расслоение - появилось много кулаков, увеличилось число безземельных крестьян-батраков.
В 1812 году случилось сильное наводнение, Ока вышла из берегов, под водой оказалось все село, погибло много скота и были жертвы среди людей. Церковь была разрушена полностью.На ее месте позже построили часовню. 
К 1906 году появились переселенцы (крестьяне) из Европейской части России, отправленные в Сибирь по реформе Столыпина. 
В 1929 году было организовано сразу три колхоза: «Заветы Ильича», «Первомайский», «Показатель», которые позже объединились в один - «Ленинский путь».
В 1930-х годах в селе заработала больница, в 1934 открылся детский туберкулезный санаторий областного значения. В 1937 начала работу семилетняя школа.
В 1993 году совхоз Барлукский был зарегистрирован как Акционерное общество закрытого типа «Барлукское» (АОЗТ), жители села получили по 8 гектар земли и стали акционерами. 

## Население
| 2002 | 2010  | 2011  | 2012  |
| ---- | ----- | ----- | ----- |
| 1315 | ↘1112 | ↘1107 | ↘1104 |

По данным Всероссийской переписи, в 2010 году в селе проживало 1112 человек (523 мужчины и 589 женщин).